# Leandro Ramos
Leandro Parreças Ramos (* 21. September 2000 in Oliveira do Bairro) ist ein portugiesischer Leichtathlet, der sich auf den Speerwurf spezialisiert hat und in dieser Disziplin den Landesrekord hält. 2022 siegte er bei den Mittelmeerspielen in Oran.

## Sportliche Laufbahn
Erste internationale Erfahrungen sammelte Leandro Ramos im Jahr 2018, als er bei den U20-Weltmeisterschaften in Tampere mit einer Weite von 67,78 m in der Qualifikationsrunde ausschied. Im Jahr darauf belegte er bei den U20-Europameisterschaften in Borås mit 70,64 m den neunten Platz und 2021 gewann er bei den U23-Europameisterschaften in Tallinn mit 80,61 m die Silbermedaille hinter dem Finnen Topias Laine. Kurz darauf stellte er in Portugal mit 82,44 m einen neuen Landesrekord auf und verbesserte diesen im Mai 2022 in Doha auf 84,78 m. Kurz darauf siegte er bei den Ibero-Amerikanischen Meisterschaften in La Nucia mit einem Wurf auf 81,37 m und gewann im Juli auch bei den Mittelmeerspielen in Oran mit 82,23 m die Goldmedaille. Daraufhin schied er bei den Weltmeisterschaften in Eugene mit 77,34 m in der Qualifikationsrunde aus und im August verpasste er bei den Europameisterschaften in München mit 72,90 m ebenfalls den Finaleinzug. Im Jahr darauf wurde er bei der 1. Liga der Team-Europameisterschaft im Rahmen der Europaspiele in Chorzów mit 81,62 m Dritter und verpasste im August bei den Weltmeisterschaften in Budapest mit 74,03 m den Finaleinzug. 2024 gewann er bei den Ibero-Amerikanischen Meisterschaften in Cuiabá mit 83,09 m die Silbermedaille hinter dem Brasilianer Pedro Henrique Rodrigues und anschließend verpasste er bei den Europameisterschaften in Rom mit 79,17 m den Finaleinzug. Auch bei den Olympischen Sommerspielen im August in Paris kam er mit 75,73 m über die Vorrunde hinaus.
In den Jahren von 2020 bis 2024 wurde Ramos portugiesischer Meister im Speerwurf.